# Johan Segui

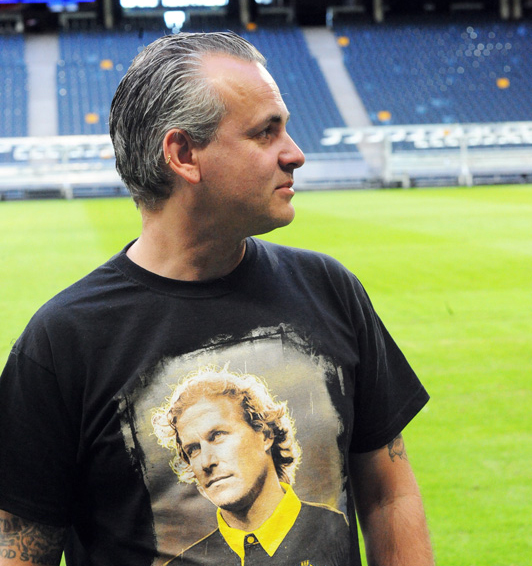
Johan Segui

Johan Segui, född 4 februari 1967, var tidigare ordförande för AIK:s supporterförening Black Army och AIK Fotboll. Han har varit talesman för Hells Angels. I april 2013 medverkade Johan Segui i SVT:s Uppdrag granskning där han svarade på frågor om sambandet mellan Firman Boys och AIK Fotboll. 
År 2018 gav han ut den självbiografiska boken Segui, som bland annat tar upp tiden som AIK supporter och berör tiden i Hells Angels.
Johan Segui har varit mångårig styrelsemedlem i AIK Fotboll, där han även varit ordförande, och har haft förtroendeuppdrag för AIK Ishockey. Sedan hösten 2020 är han klubbchef i AIK Bandy. Han har en dotter.